# NGC 2915
NGC 2915 је спирална галаксија у сазвежђу Камелеон која се налази на NGC листи објеката дубоког неба.
Деклинација објекта је - 76° 37' 36" а ректасцензија 9h 26m 13,6s. Привидна величина (магнитуда) објекта NGC 2915 износи 12,3 а фотографска магнитуда 13,2. Налази се на удаљености од 3,540 милиона парсека од Сунца. NGC 2915 је још познат и под ознакама ESO 37-3, AM 0926-762, IRAS 09265-7624, PGC 26761.